# Тристаннид пенталантана
Тристаннид пенталантана — бинарное интерметаллическое неорганическое соединение
лантана и олова
с формулой La5Sn3,
кристаллы.

## Получение
- Сплавление стехиометрических количеств чистых веществ:

{\displaystyle {\mathsf {5La+3Sn\ {\xrightarrow {1500^{o}C}}\ La_{5}Sn_{3}}}}

## Физические свойства
Тристаннид пенталантана образует кристаллы
тетрагональной сингонии,
пространственная группа I 4/mcm,
параметры ячейки a = 1,2749 нм, c = 0,6343 нм, Z = 4,
структура типа трисилицида пентавольфрама W5Si3.
При температуре ≈310°С происходит переход в фазу
гексагональной сингонии,
пространственная группа P 63/mcm,
параметры ячейки a = 0,9416 нм, c = 0,6926 нм, Z = 2,
структура типа трисилицида пентамарганца Mn5Si3
.
Соединение образуется по перитектической реакции при температуре 1500°C .